# Exoprosopa butleri
Exoprosopa butleri är en tvåvingeart som beskrevs av Johnson 1959. Exoprosopa butleri ingår i släktet Exoprosopa och familjen svävflugor. Inga underarter finns listade i Catalogue of Life.